# Cuesta de San Francisco
La cuesta de San Francisco es una vía pública de la ciudad española de Vitoria.

## Descripción
La vía fue parte de una primitiva calle de San Francisco en la que estaba incluido también el tramo que actualmente se corresponde con la de Mateo Benigno de Moraza. Adquirió el título de «cuesta de San Francisco» en octubre de 1887. En la actualidad, conecta esas dos calles, la de San Francisco y la de Mateo Benigno de Moraza, dejando a mano izquierda los Arquillos ideados por el arquitecto Justo Antonio de Olaguíbel. Aparece descrita en la Guía de Vitoria (1901) de José Colá y Goiti con las siguientes palabras:

Cuesta de San Francisco.—Se le dió este nombre primitivo en 12 de octubre de 1887, y antes perteneció a la calle de San Francisco. Comienza en la calle de Moraza y concluye en la de San Francisco. El lado izquierdo de esta cuesta se halla formado por la monumental construcción de Olaguíbel, de la cual hablamos al tratar de la calle de los Arquillos.
(Colá y Goiti, 1901, p. 55)

Su nombre se explica por el ya desaparecido convento de San Francisco, que quedaba a mano derecha de la cuesta. Había también en ese espacio una plazuela del mismo título, aunque ya lo perdió.